# Andreas Voss (Schauspieler)
Andreas Voss (auch Andy Voß; * 30. November 1970) ist ein deutscher Schauspieler und Hörspielsprecher.

## Wirken
Andreas Voss hatte als Kinderdarsteller seine ersten Filmauftritte in Fernsehklassikern wie Meister Eder und sein Pumuckl, Anderland, Polizeiinspektion 1 und Weißblaue Geschichten. In der Folge sah man ihn in namhaften Fernsehserien wie Derrick, Tatort, Der Bergdoktor und Forsthaus Falkenau. Aufzeichnungen seiner Theaterauftritte für Peter Steiners Theaterstadl wurden teilweise im Fernsehen ausgestrahlt.
Im Hörspielbereich war Andreas Voss bereits als Kindersprecher an mehreren Produktionen des Bayerischen Rundfunks beteiligt.

## Filmografie (Auswahl)
- 1980–1992: Derrick (Fernsehserie, 5 Folgen)
- 1981–1982: Anderland (Fernsehserie, 2 Folgen)
- 1981: O du fröhliche – Besinnliche Weihnachtsgeschichten (Fernsehfilm)
- 1984–1987: Weißblaue Geschichten (Fernsehserie, 2 Folgen)
- 1985: Polizeiinspektion 1 (Fernsehserie, 1 Folge)
- 1989–2003: Forsthaus Falkenau (Fernsehserie, 3 Folgen)
- 1989: Sukkubus – Den Teufel im Leib
- 1989: Die glückliche Familie (Fernsehserie, 7 Folgen)
- 1990: Heidi und Erni (Fernsehserie, 1 Folge)
- 1990: Peter Steiners Theaterstadl (Fernsehserie, 1 Folge)
- 1991: Ein Schloß am Wörthersee (Fernsehserie, 1 Folge)
- 1991: Auf der Suche nach Salome (Fernsehserie, 6 Folgen)
- 1992: Die zweite Heimat – Chronik einer Jugend (Fernsehserie, 1 Folge)
- 1994–1996: Ärzte (Fernsehreihe, 8 Folgen)
- 1994: Lutz & Hardy (Fernsehserie, 1 Folge)
- 1994: Tatort: Klassen-Kampf (Fernsehreihe)
- 1995: Dr. Stefan Frank – Der Arzt, dem die Frauen vertrauen (Fernsehserie, 1 Folge)
- 1996: Solange es die Liebe gibt (Fernsehserie, 1 Folge)
- 1997: Der Bergdoktor (Fernsehserie, 1 Folge)
- 2000: Kümmel und Korn (Kurzfilm)
- 2001: Aktenzeichen XY … ungelöst (Fernsehserie, 1 Folge)

## Hörspiele (Auswahl)
- 1983: Willy Purucker: Die Grandauers und ihre Zeit (22. Folge: Heimtücke) – Regie: Willy Purucker
- 1983: Willy Purucker: Die Grandauers und ihre Zeit (23. Folge: Tauwetter) – Regie: Willy Purucker
- 1986: Wolfhard Erdmann: David und die Mücke Goliath – Regie: Werner Simon
- 1989: Gina Ruck-Pauquèt: Ein Männlein steht im Walde oder Der Hof – Regie: Werner Simon
- 1991: Gudrun Mebs: Flieger, Fänger, Fänger, Flieger – Regie: Werner Simon